# Myrcia eriocalyx
Myrcia eriocalyx är en myrtenväxtart som beskrevs av Dc.. Myrcia eriocalyx ingår i släktet Myrcia och familjen myrtenväxter. Inga underarter finns listade i Catalogue of Life.